# 正丁硒醇
正丁硒醇，又稱1-丁硒醇，是一種硒醇類的有機化合物，亦屬於有機硒化合物，其化學式為C4H10Se，示性式為C4H9SeH，對應的醇為正丁醇、對應的硫醇為正丁硫醇。
正丁硒醇是一個極其惡臭的液體。氣味是像是腐爛的大白菜、腐爛的大蒜、洋蔥、烤麵包和沼氣混在一起的味道。

## 制備
要制備正丁硒醇可以由溴丁烷與硒化氫鈉溶液反應得到:
NaSeH + C4H9Br → C4H9SeH + NaBr